# Micheline Van Hautem

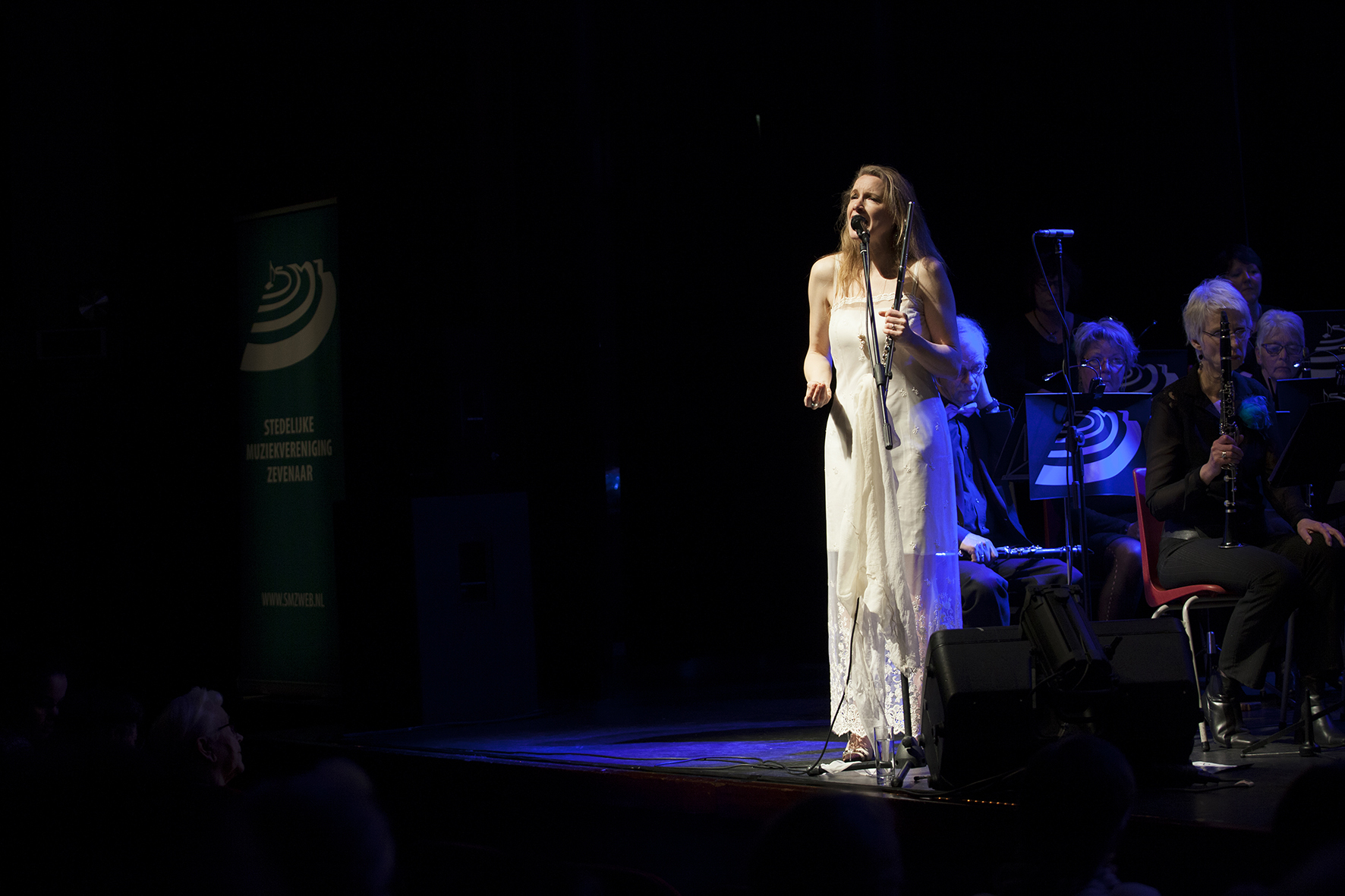
Micheline Van Hautem tijdens 'Brel en Brass' met de Stedelijke Muziekvereniging Zevenaar in 2017

Micheline (Mich) Van Hautem (Gent, 1968) is een Belgische zangeres.
In het begin van haar carrière was Mich voornamelijk actief als zangeres in diverse pop- en rockgroepjes waaronder Dirk Blanchart & The Groove Quartet, Little Sister en Blue Blot. Haar bekendste hit is waarschijnlijk de opname "Candy" samen met Kloot Per W in een productie van Dirk Blanchart in 1988.
Na een omweg als muziekprogrammator bij Studio Brussel ging ze nog harder op zoek naar haar eigen stijl en vond die in de interpretaties van jazz, Engelse crooners en Frans chanson. Om een breder platform te vinden voor dat repertoire, verhuisde ze naar New York. De definitieve doorbraak kwam er met haar programma met interpretaties van Jacques Brel. Haar samenwerking met muzikale duizendpoot Frederik Caelen kristalliseerde in de groep Mich en Scène, waarmee ze ook internationaal hoge ogen gooit.
In 2005 toerde ze met een nieuw programma 'Madame', waarin naast enkele overblijvers van het Brel-repertoire, plaats is geruimd voor de groten van de Amerikaanse jazz en soul, maar ook voor Marlene Dietrich en Édith Piaf. Zij werd daarbij begeleid door gitarist Erwin van Ligten, die ook haar album Chocolat en Crème de la Crème produceerde. Met Bruno Brel (neef van) deelde zij de planken in de succesvolle theaterproductie L'esprit de Jacques.
In 2014 ging ze samen met Zjef Vanuytsel op tournee met de voorstelling 'Lief en leed'. Het postuum duet 'Ik weet wel mijn lief' live opgenomen in 2016 als ode aan Zjef tijdens de Eregalerij van Radio 2, werd een heuse radio-hit.
In 2017 toerde zij door België en Nederland met bastrombonist Jos Jansen als speciale gast onder de noemer 'Brel en Brass', waarbij voornamelijk nummers van Jacques Brel worden vertolkt. Zij werden op deze tournee begeleid door plaatselijke muziekverenigingen.
In 2023 toerde ze onder de noemer 'Shaffy en Brass, waarbij ze voornamelijk nummers van Ramses Shaffy vertolkt in samenwerkingen met de plaatselijke muziekverenigingen. Zo gaf ze op 22 april 2023 in Cultura Ede een concert in samenwerking met fanfare Irene Ederveen en ook nu doet ze dit samen met Jos Jansen. 